# Championnat de France Amateur (1935-1971)
Lo Championnat de France Amateur (CFA), anche noto come Trofeo Jules-Rimet, è stata la massima serie calcistica riservata alle squadre amatoriali nel sistema del campionato francese di calcio dal 1935 al 1971.

## Formula
Il formato del campionato ha subito diverse variazioni nel corso degli anni. Dal 1935 al 1948 la competizione si disputava al termine della stagione, tra tutte le vincenti dei rispettivi campionati regionali. A partire dal 1948 fu invece stabilito un vero e proprio campionato, noto come Division Nationale, che prevedeva un numero di gironi variabili, solitamente quattro o sei, con le vincenti dei gironi che giocavano una serie di play-off per il titolo.
Questo campionato non era collegato alle due divisioni che costituivano la piramide calcistica professionistica, e non era presente un sistema di promozioni e retrocessioni con essa.

## Storia
La competizione nacque nel 1932, tre anni dopo la nascita del campionato professionistico che poi divenne la Ligue 1. L'obiettivo del torneo era quello di incoronare la miglior squadra amatoriale della nazione, che veniva premiata dall'allora presidente della federazione Jules Rimet, da cui veniva il soprannome della competizione. Sebbene non fosse presente alcun sistema di promozioni, a partire dal 1948 fu organizzato un sistema di retrocessioni con le competizioni regionali.
La competizione fu cessata nel 1971, quando la riforma del sistema calcistico francese unì professionisti e amatori in una sola piramide, dando vita alla Division 3, che prevedeva per la prima volta promozioni nel campionato professionistico.